# 軍用自動車補助法
軍用自動車補助法（ぐんようじどうしゃほじょほう、大正7年3月25日法律第15号）は、日本陸軍が有事に徴用する予定の自動車について、その製造者および所有者に対しての補助金交付に関する法律である。
軍用トラックの国産化推進を図る目的の法律であり、日本で初めての自動車産業政策と言われる。

## 成立の経緯
日本への自動車の導入は19世紀末である。以後、徐々にライセンス生産や国産車開発も始まっていたが、輸入車が主に使用されていた。
こうした中、日本陸軍も日露戦争2年後の1907年（明治40年）から本格的に自動車の導入を検討し始めた。1908年（明治41年）には大阪砲兵工廠に軍用トラックの試作を命じ、うち1種が丙号自動貨車として制式化されて第一次世界大戦で実戦使用された。さらに、軍用可能なトラックの国内製造を増やすべく、1912年（大正元年）から民間に製造を奨励すべき自動車規格の検討も始めていた。
実戦でトラックの実用性を認めた日本陸軍は、国産自動車奨励策の実現を求めることにし、国会での審議を経て1918年（大正7年）3月に軍用自動車補助法が成立した。これは農商務省主導の自動車産業施策よりも先行したもので、日本の自動車産業が軍主導で発展する端緒となった。

## 施行
軍用自動車補助法は、成立2ヶ月後の1918年（大正7年）5月に施行された。
軍用自動車補助法では、軍が直ちに購入するのではなく、平時においては民間車として使用し、有事の際に徴用する方式が採られた。そして、民間での普及を促進するための補助金が、製造者及び所有者に対して製造・購入・維持の各段階で交付されることとされた。国産化推進のため、助成対象となる製造者は日本企業に限られた。軍用輸送車両整備という目的から、助成の対象となった車種は自動貨車（トラック）のほか、応用自動車と呼ばれるトラック派生車両またはトラックへの転用が容易な車両に限られた。自動貨車・応用自動車の別や積載量によって甲種 - 己種の6種に区分され、助成額が異なった。1933年（昭和8年）には4輪車は商工省の所管になったために適用外となった。なお、このように有事の徴用を前提にして民間で整備させるという方式は、船に関する優秀船舶建造助成施設や、軍馬に関する軍馬資源保護法でも用いられている。

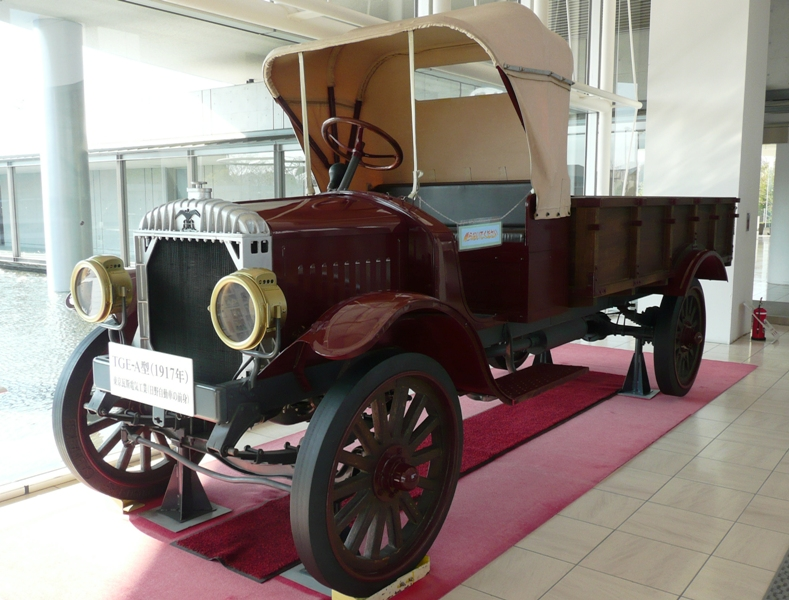
最初の軍用保護自動車となった東京瓦斯電気工業TGE-A型のレプリカ。

補助金を受けるには、軍用に適するよう定められた規格に適合することが必要で、希望する製造者は2両の試験車を提出して検定を受けなければならない。これに合格して本法の適用を受けた自動車は軍用保護自動車と呼ばれ、識別のために「山形道」の陸軍標識を車体の前後に取り付けた。施行同年の1918年（大正7年）秋に東京瓦斯電気工業のTGE-A型（後の「ちよだ」）が最初に合格し、軍用保護自動車1号となった。快進社の「ダット」3/4トントラック、東京石川島造船所の「スミダ」自動貨車（ウーズレーCP型1.5トンのライセンス生産車を合格を機に改名）などが続いた。

## 改正
本法は、1921年（大正10年）に、軍用自動車補助法中改正法律（大正10年3月30日法律第24号）によって、次のとおり改正された。
- 補助金を受けることができる製造者又は所有者の範囲が「帝国臣民又は帝国臣民のみを社員若は株主として帝国法令に依り設立したる法人にして帝国内に於て自動車製造所又は自動車を有するもの」に限られていたのを拡大し、「内地、朝鮮、台湾、樺太、関東州又は南満州鉄道附属地に存在する自動車製造所又は自動車を有する帝国臣民又は帝国法令に依り設立したる法人に限る」こととし、ただし、「社団法人又は株式会社に在りては其の資本の半額以上及議決権の過半数が帝国臣民に属するもの其の他の社団法人に在りては其の総社員が帝国臣民なるものなることを要す」とした。

- 補助金を受けることができる自動車の積載量を「一英噸」以上から、「四分の三仏噸」以上に変更した。

- 製造補助金の額を自動車一両につき、2000円以内から3000円以内に増額した。

- 維持補助金の額を自動車一両につき、一年間で、300円以内から600円以内に増額した。

- 保護自動車の輸出、外国人に対する譲渡、貸付、担保提供について、全面禁止していたのを改め、いずれも主務大臣の許可制としたほか、「内地、朝鮮、台湾、樺太、関東州又は南満州鉄道附属地」の相互における移動については、「輸出」として取り扱わないこととした。

なお、本改正規定は、軍用自動車補助法中改正法律附則の規定によって、1921年（大正10年）4月1日から施行された。

## 影響
軍用保護自動車は車種や改良が制限されていたことから不評な面もあり、それほどには効果が上がらなかったが、日本の自動車産業発展の一応の起点になった。本法施行の結果、日本のトラック製造能力は1932年（昭和7年）ころには瓦斯電・石川島・ダットの3社で年間2,700台、実製造数が年産500台程度には増加した。この実生産量は伸びゆく需要に比べるとわずかなもので、品質の面でも輸入車に劣り、肝心の軍用自動車としてもノックダウン生産された外国車が現場では歓迎された。
本法のトラック優先の施策は、乗用車の技術開発が遅れるという弊害も招いた。小型乗用車を製造していた宮田製作所は、軍用自動車補助法の適用が受けられず、自動車製造を断念してオートバイ事業に転じている。
その後、1930年代前半から商工省や鉄道省も参加した自動車産業施策が始まり、商工省標準型式自動車「いすゞ」の制定や保護関税措置（保護貿易）、自動車製造事業法制定などが行われたが、軍用自動車補助法も存続した。第二次世界大戦での日本の敗戦後に、ポツダム宣言受諾に基づく軍事関連法の廃止措置の一環として、昭和二十年勅令第五百四十二号「ポツダム」宣言ノ受諾ニ伴ヒ発スル命令ニ関スル件ニ基ク軍事特別措置法廃止等ニ関スル件(昭和20年10月24日勅令第604号)により廃止された。